# 몬태노케라톱스
몬타노케라톱스는 백악기 후기에 살았던 공룡이다.

## 특징
몸길이는 1,5~4m, 몸무게는 300kg이나 되었으며, 코에 뿔이 나있기는하지만 케라톱스과가 아닌 렙토케라톱스과다. 이 공룡은 코에 뿔이 나있기는 하지만 케라톱스과가 아닌 렙토케라톱스과다. 그 뿔은 장식용으로 쓰이는 것 같다.